# Ходячі мерці (сезон 4)
Четвертий сезон «Ходячих мерців», американського постапокаліптичного телесеріалу жахів на AMC, прем'єра якого відбулася 13 жовтня 2013 року та завершилася 30 березня 2014 року, складається з 16 епізодів. Розроблений для телебачення Френком Дарабонтом, серіал заснований на однойменній серії коміксів Роберта Кіркмана, Тоні Мура та Чарлі Адларда. Його виконавчими продюсерами були Кіркман, Девід Альперт, Скотт М. Ґімпл, Грег Нікотеро, Том Люз і Гейл Енн Херд, а Гімпл взяв на себе роль шоуранера після відходу Глена Маццари з серіалу. Четвертий сезон був добре прийнятий критиками. Він був номінований на кілька нагород і виграв три, включно з найкращим синдикованим/кабельним телевізійним серіалом другий рік поспіль на 40-й церемонії Saturn Awards.
Цей сезон адаптує матеріал із номерів № 40–61 серії коміксів і представляє відомих персонажів коміксів, зокрема Боба Стукі (Лоуренс Гілліард молодший), сержанта. Авраам Форд (Майкл Кадлітц), доктор Юджин Портер (Джош МакДермітт) і Розіта Еспіноза (Крістіан Серратос), а також родина Чамблер, модифікована версія родини Чалмерс із суміжного роману «Ходячі мерці: Повстання» губернатора.
Сезон продовжує історію про Ріка Граймса (Ендрю Лінкольн) і його групу тих, хто вижив, оскільки вони продовжують виживати в постапокаліптичному світі, вторгненому м'ясоїдними зомбі, яких називають «ходоками». Події відбуваються через кілька місяців після спроби нападу на в'язницю Губернатора (Девід Морріссі) та його армії. Рік відмовився від свого керівництва, щоб жити тихим і мирним життям на відміну від його холоднокровного характеру в попередньому сезоні. Прагнучи зберегти людяність, Рік і його товариші, що вижили, намагаються підтримувати близьке до ідеального життя у в'язниці, оскільки виникають проблеми перед обличчям нового зла та загроз усередині та за межами приміщення, включаючи смертельний штам грипу та повернення мстивий Губернатор.

## У ролях

### Головний акторський склад

#### У головних ролях
- Ендрю Лінкольн у ролі Ріка Граймса, головного героя серіалу, батька Карла та Джудіт, а також колишнього заступника шерифа, який нещодавно відмовився від керівництва групою вцілілих через огиду до своїх попередніх дій як лідера.
- Норман Рідус у ролі Деріла Діксона, південного жлоба, схожого на антигероя, який також є основним мисливцем угруповання та має міцний зв'язок із Керол, а пізніше утворює зв'язки з Бет.
- Стівен Ян у ролі Гленна Рі, колишнього рознощика піци, одруженого з Меггі Ґрін, яка подорослішала в серіалі.

Лорен Коен у ролі Меггі Ґрін, старшої доньки Гершела, зведеної сестри Бет і дружини Гленна, яка є рішучим, запеклим і здатним бійцем.
- Чендлер Ріггз — Карл Граймс, підлітковий син Ріка. Сміливий до помилки, Карл починає розвивати черствий менталітет у відповідь на смертоносний ландшафт дикого, нового світу. Однак він також емоційно конфліктує сам із собою через жорстокість свого попереднього вибору в новому світі.

Данай Гуріра — Мішонн, тиха й прискіплива, але жорстока жінка, яка нещодавно приєдналася до групи Ріка. Вона почала налагоджувати зв'язки з групою та поділяє тісний зв'язок із сином Ріка Карлом, але все ще люта та таємнича щодо свого минулого.
Мелісса Мак-Брайд у ролі Керол Пелетьє, колишньої жертви домашнього насильства, яка набула повноважень, але прийшла до кількох темних і сумнівних рішень на благо своєї групи. Вона єдина відома жінка, яка залишилася в живих у таборі в Атланті.
Скотт Вілсон у ролі Гершела Ґріна, релігійного колишнього ветеринара та фермера, який захищає своїх дочок. Він зберігає свою віру, незважаючи на багато трагічних подій, і діє як головний моральний компас групи, а також сурогатна фігура батька для Ріка та Гленна.
Девід Морріссі в ролі Губернатора, колишнього лідера нині покинутого Вудбері та головної загрози для в'язничної спільноти, а також головного антагоніста першої половини сезону, який тепер називає себе «Брайаном Геріотом». Налякавшись своєї холодності, він намагається відкупитися, піклуючись про родину, з якою стикається.